# The Golden Age (The Asteroids Galaxy Tour)
"The Golden Age" is een lied van de Deense band The Asteroids Galaxy Tour. Het lied verkreeg bekendheid vanwege de Heineken-reclame The Entrance. Het nummer komt van hun eerste album Fruit. Het haalde noch de Deense noch de Nederlandse hitparades.